# Håkan Brunberg
Karl Håkan Brunberg, född 8 maj 1905 i Helsingfors, död där 25 april 1978, var en finländsk målare. 
Brunberg studerade dekorationsmåleri vid Centralskolan för konstflit 1923 och därefter för Henry Ericsson och Werner Åström samt ställde ut första gången 1928; hans debututställning hölls dock först 1952. Åren 1931–1937 var han verksam inom Helsingfors ordinarie brandkår och 1937–1952 brandchef i Esbo. Därefter ägnade han sig helt åt måleriet och utvecklade en omedelbar naivistisk-humoristisk stil som blev mycket omtyckt. Känd bland barn och vuxna blev Brunberg även genom sin medverkan i TV-serien för barn, Lilla torget, som sändes 1964–1969. Brunberg målade i början bland annat porträtt av villor i Grankulla och senare också beställningsporträtt av kända personer såsom Karl-August Fagerholm som Alkochef och Nils Oker-Blom som inspektor för Nylands nation. Som särintresse angav Brunberg "spöken", men han målade också många bibliska motiv. Brunberg belönades 1977 med Esbomedaljen, men även Helsingforsmotiven, bland annat Salutorget och miljön kring Kapellet, är välföreträdda i hans konst. Han skrev noveller, kåserier och äventyrsberättelser med en flödande fantasi. En retrospektiv utställning hölls i Amos Andersons konstmuseum 1969. I samband med detta utgavs en katalog med artikeln Håkan Brunberg – brandchefen i naivismens lustgård av Bengt von Bonsdorff. 